# Transports en commun de Tournon-sur-Rhône
Arche Agglo est le nom du réseau de transports en commun de l'agglomération de Tournon-sur-Rhône (Ardèche). Il dessert l'intégralité des communes voisines qui en est l'autorité organisatrice de la mobilité.

## Histoire
Les première lignes de bus urbaines ont vu le jour à Tournon-sur-Rhône en septembre 2018. La rentrée scolaire de septembre 2019 a permis la création de lignes scolaires complémentaires, avec près de 3000 élèves transportés quotidiennement.

## Les lignes
| Ligne | Caractéristiques                               | Caractéristiques                        | Caractéristiques                        | Caractéristiques                        | Caractéristiques                        | Caractéristiques                           | Caractéristiques                         | Caractéristiques                        | Caractéristiques                        |
| 1     | Tournon sud ⥋ Tain l'Hermitage La Teppe        | Tournon sud ⥋ Tain l'Hermitage La Teppe | Tournon sud ⥋ Tain l'Hermitage La Teppe | Tournon sud ⥋ Tain l'Hermitage La Teppe | Tournon sud ⥋ Tain l'Hermitage La Teppe | Tournon sud ⥋ Tain l'Hermitage La Teppe    | Tournon sud ⥋ Tain l'Hermitage La Teppe  | Tournon sud ⥋ Tain l'Hermitage La Teppe | Tournon sud ⥋ Tain l'Hermitage La Teppe |
| ----- | ---------------------------------------------- | --------------------------------------- | --------------------------------------- | --------------------------------------- | --------------------------------------- | ------------------------------------------ | ---------------------------------------- | --------------------------------------- | --------------------------------------- |
| 1     | Ouverture / Fermeture 1er septembre 2018 / —   | Longueur —                              | Durée 26 min                            | Nb. d’arrêts 30                         | Matériel —                              | Jours de fonctionnement L, Ma, Me, J, V, S | Jour / Soir / Nuit / Fêtes O / N / N / N | Voy. / an —                             | Exploitant Régie                        |
| 1     | Desserte : Tournon-sur-Rhône, Tain l'Hermitage |                                         |                                         |                                         |                                         |                                            |                                          |                                         |                                         |
| 1     | Autre :                                        |                                         |                                         |                                         |                                         |                                            |                                          |                                         |                                         |
| 1     | Dernière actualisation : —                     |                                         |                                         |                                         |                                         |                                            |                                          |                                         |                                         |
| 11    | Tournon ⥋ Tain l'Hermitage                     | Tournon ⥋ Tain l'Hermitage              | Tournon ⥋ Tain l'Hermitage              | Tournon ⥋ Tain l'Hermitage              | Tournon ⥋ Tain l'Hermitage              | Tournon ⥋ Tain l'Hermitage                 | Tournon ⥋ Tain l'Hermitage               | Tournon ⥋ Tain l'Hermitage              | Tournon ⥋ Tain l'Hermitage              |
| 11    | Ouverture / Fermeture 1er septembre 2019 / —   | Longueur —                              | Durée 16 min                            | Nb. d’arrêts 20                         | Matériel —                              | Jours de fonctionnement L, Ma, Me, J, V, S | Jour / Soir / Nuit / Fêtes O / N / N / N | Voy. / an —                             | Exploitant Régie                        |
| 11    | Desserte : Tournon-sur-Rhône, Tain l'Hermitage |                                         |                                         |                                         |                                         |                                            |                                          |                                         |                                         |
| 11    | Autre :                                        |                                         |                                         |                                         |                                         |                                            |                                          |                                         |                                         |
| 11    | Dernière actualisation : —                     |                                         |                                         |                                         |                                         |                                            |                                          |                                         |                                         |